# Juillet 1997

## Événements
- Arabie saoudite : le nombre de membres du conseil consultatif est porté à 90[1].

- 1er juillet :
  - Rétrocession de Hong Kong à la République populaire de Chine.
  - Fusion Boeing-McDonnell Douglas.
  - L’Australien Richard Butler est nommé à la direction de l’UNSCOM. Il exige de pouvoir visiter les palais présidentiels. L’Irak refuse et l’accuse d’être au service des États-Unis[2].
- 2 juillet : début d'une importante crise en Asie du Sud Est : la Thaïlande entraîne d'autres pays voisins (Indonésie, Corée du Sud, Malaisie, Philippines, Taïwan, Singapour) dans la crise.
- 6 juillet : 
  - victoire de l'opposition mexicaine lors des élections législatives, contre le PRI.
  - Au Cambodge, Ung Huot est nommé « Premier Premier ministre » en remplacement de Norodom Ranariddh.
- 8 juillet : élargissement de l'OTAN à la Hongrie, la Pologne et la République tchèque.
- 12 juillet : manifestations monstres dans toute l'Espagne, y compris au Pays basque, contre l'ETA après l'assassinat de Miguel Angel Blanco.
- 13 juillet : les restes de l'ancien révolutionnaire Ché Guevara sont renvoyés à Cuba pour y être enterrés avec d'anciens camarades de combat qui ont fait la guérilla en Bolivie.
- 17 juillet : l’intouchable (dalit) K. R. Narayanan, président de la République Indienne.
- 19 - 26 juillet : le 82e congrès mondial d’espéranto a lieu à Adélaïde. Il a pour thème « Tolérance et justice dans une société multiculturelle ».
- 22 juillet : Publication du premier chapitre de One Piece dans le Weekly Shōnen Jump.
- 23 juillet : le Laos et la Birmanie adhérent à l’ASEAN.
- 24 juillet : démission du premier ministre albanais Sali Berisha, désavoué par les électeurs.
- 25 juillet : jugé par les siens, Pol Pot est condamné à la prison à vie[3].
- 27 juillet (Formule 1) : Grand Prix automobile d'Allemagne.
- 30 juillet : 
  - attentats à Jérusalem causant la mort de 13 civils israéliens. Le gouvernement Netanyahou légalise l’usage de la torture contre les suspects palestiniens et cherche à supprimer les permis de séjour des Palestiniens à Jérusalem.
  - Le Dow Jones à 8 255 points.

## Naissance
- 2 juillet : Grace Geyoro, footballeuse française
- 3 juillet : Gaëlle Godard, femme jockey française.
- 4 juillet : Vincent Marchetti, footballeur français
- 5 juillet : Park Ji-min, chanteuse sud-coréenne.
- 7 juillet : Kenzie Reeves, actrice pornographique américaine.
- 9 juillet : Tatjana Schoenmaker, nageuse sud-africaine.
- 11 juillet : Ayu Maulida, mannequin indonésienne
- 12 juillet : Malala Yousafzai, militante pour les droits de la femme et pour l'éducation pakistanaise
- 14 juillet : Cengiz Ünder, footballeur turc
- 21 juillet : Cailee Spaeny, chanteuse et actrice américaine
- 26 juillet : Mohamed Islam Bouglia, triathlète tunisien.
- 29 juillet : Brenda Biya, personnalité camerounaise.